# Wash/Slog
Wash/Slog è un EP di Foetus, qui accreditato come You've Got Foetus On Your Breath, pubblicato nel 1985 dalla Self Immolation attraverso la Some Bizzare Records.
Il disco raggiunse il quinto posto nelle classifiche di rock indipendente del Regno Unito.

## Tracce
1. Wash It All Off – 6:05
2. Today I Started Slogging Again – 7:34

Le canzoni sono versioni ri-registrate rispetto a quelle originali comparse, rispettivamente, su Wash It All Off e Deaf. Entrambe appaiono anche su Sink.

## Formazione
- You've Got Foetus On Your Breath (James George Thirlwell) - Performer